# بادي ماغواير (ملاكم)
بادي ماغواير (بالإنجليزية: Paddy Maguire) مواليد 1948، هو ملاكم محترف أيرلندي معتزل كان يصنف ضمن فئة وزن الديك. حقق الميدالية الفضية في دورة ألعاب الكومنولث والإمبراطورية البريطانية 1966.

## إحصائيات
خاض خلال مسيرته 35 نزالا، فاز في 26 وتعادل في 1 وخسر في 8. فاز بالضربة القاضية في 16 نزالا.

## الميداليات
| الميدالية | المسابقة                                           |
| --------- | -------------------------------------------------- |
| فضية      | دورة ألعاب الكومنولث والإمبراطورية البريطانية 1966 |

## روابط خارجية
- بادي ماغواير على موقع بوكس ريك (الإنجليزية) (registration required)